# Рейк Нетлінг
Рейк Нетлінг (англ. Ryk Neethling, 17 листопада 1977) — південноафриканський плавець.
Олімпійський чемпіон 2004 року, учасник 1996, 2000, 2008 років.
Призер Чемпіонату світу з водних видів спорту 2005 року.
Чемпіон світу з плавання на короткій воді 2006 року.
Призер Пантихоокеанського чемпіонату з плавання 1999 року.
Переможець Ігор Співдружності 2006 року, призер 1998, 2002 років.